# The Morne
The Morne (dt.: „Der Berg“) ist ein südlicher Vorort der Landeshauptstadt Castries im Quarter (Distrikt) Castries im Westen des Inselstaates St. Lucia in der Karibik. 

## Geographie
Der Ort liegt südlich der Bucht von Castries am Morne Fortune mit den Siedlungen Redoubt, Charlotte und Goodland. Im Süden schließt sich Goodlands an.
Im Ortsgebiet liegen das Sir Arthur Lewis Community College und die St. Benedict’s Roman Catholic Church.
Öffentliche Grünanlagen sind Provost Park, Appostles Battery und Morne Liberty Park.

## Klima
Nach dem Köppen-Geiger-System zeichnet sich The Morne durch ein tropisches Klima mit der Kurzbezeichnung Af aus.